# Записки старого козла
«Записки старого козла» (англ. Notes of a Dirty Old Man) — сборник рассказов американского писателя и поэта контркультуры Чарльза Буковски, изданный в 1969 году. На русский язык переведён Юрием Медведько, дважды выпущен издательством «Эксмо» и один раз — под названием «Записки старого кобеля» — издательством «Новое культурное пространство». Спустя 42 года после выхода этого сборника свет увидело его продолжение (англ. More Notes of a Dirty Old Man), пока не издававшееся в русскоязычном литературном пространстве.

## История
Сборник состоит из небольших рассказов и очерков, написанных Чарльзом Буковски для независимой газеты Сан-Франциско — Open City в период с 1967-го по середину 1980-х годов. Произведения Буковски принимались изданием практически неотредактированными и регулярно публиковались в еженедельной авторской колонке. Основная тематика рассказов — секс, алкоголизм, азартные игры. Изложению характерен грубый юмор, обилие физиологических подробностей и, в то же время, прямота и честность.
Содержание произведений варьируется от автобиографических заметок до описания выдуманных, но предельно реалистичных событий из жизни рядовых американцев, без обнаружения авторской позиции. В ряде рассказов Буковски общается со своими современниками — Джеком Керуаком, Нилом Кэссиди, неоднократно упоминаются битники: Аллен Гинзберг, Уильям Берроуз, а также политические деятели: Джон Кеннеди, Ричард Никсон, Хьюберт Хамфри. Эти короткие произведения принесли Буковски славу асоциала и уважение в среде рабочего класса.